# Nathalie Hagman
Nathalie Mari Hagman, née le 19 juillet 1991 à Farsta, est une handballeuse internationale suédoise, qui joue au poste d'ailière droite. Elle évolue en équipe nationale de Suède depuis 2009 et au SCM Râmnicu Vâlcea depuis 2023. 

## Palmarès

### En club
Compétitions internationales
- vainqueur de la Coupe de l'EHF/Ligue européenne (C3) (2) : 2015 (avec Team Tvis Holstebro) et 2021 (avec Nantes Atlantique Handball)
- vainqueur de la Coupe des vainqueurs de coupe (C2) (1) : 2016 (avec Team Tvis Holstebro)
- troisième de la Ligue des champions (C1) (1) : 2018 (avec CSM Bucarest (handball féminin))

Compétitions nationales
- Championnat du Danemark
  - vainqueur (1) : 2017 (avec Nykøbing Falster HK)
  - deuxième (1) : 2020 (avec Odense Håndbold)
- finaliste de la Coupe du Danemark (1) : 2019 (avec Odense Håndbold)
- Championnat de Roumanie
  - vainqueur (1) : 2018
  - deuxième (1) : 2019
- vainqueur de la Coupe de Roumanie (2) : 2018 et 2019
- vainqueur de la Supercoupe de Roumanie (1) : 2017
- finaliste de la Coupe de France (1) 2021  (avec le Nantes Atlantique Handball)

### En équipe nationale
Jeux olympiques
- 7e place aux Jeux olympiques en 2016
- 4e place aux Jeux olympiques en 2021

Championnats d'Europe
- médaillée d'argent au championnat d'Europe 2010
- médaillée de bronze au championnat d'Europe 2014
- 8e place au championnat d'Europe 2016
- 6e place au championnat d'Europe 2018
- 11e place au championnat d'Europe 2020
- 5e place au championnat d'Europe 2022

Championnats du monde
- 9e place au championnat du monde 2015
- 4e place au championnat du monde 2017
- 7e place au championnat du monde 2019
- 5e place au championnat du monde 2021

### Distinctions individuelles
- meilleure marqueuse du championnat du monde junior en 2010[2]
- meilleure marqueuse de la coupe de l'EHF en 2015[3]
- meilleure marqueuse de la coupe d'Europe des vainqueurs de coupe en 2016[4]
- élue meilleure ailière droite des Jeux olympiques en 2016[5]
- élue meilleure handballeuse suédoise de la saison en 2015-2016
- élue meilleure handballeuse de l'année au Danemark en 2015
- élue meilleure arrière droite de la saison au Danemark en 2015-2016
- élue meilleure ailière droite du championnat du monde en 2017[6] et 2023
- meilleure marqueuse du championnat du monde en 2021
- meilleure marqueuse du championnat de France  en 2023

## Galerie

"Nathalie
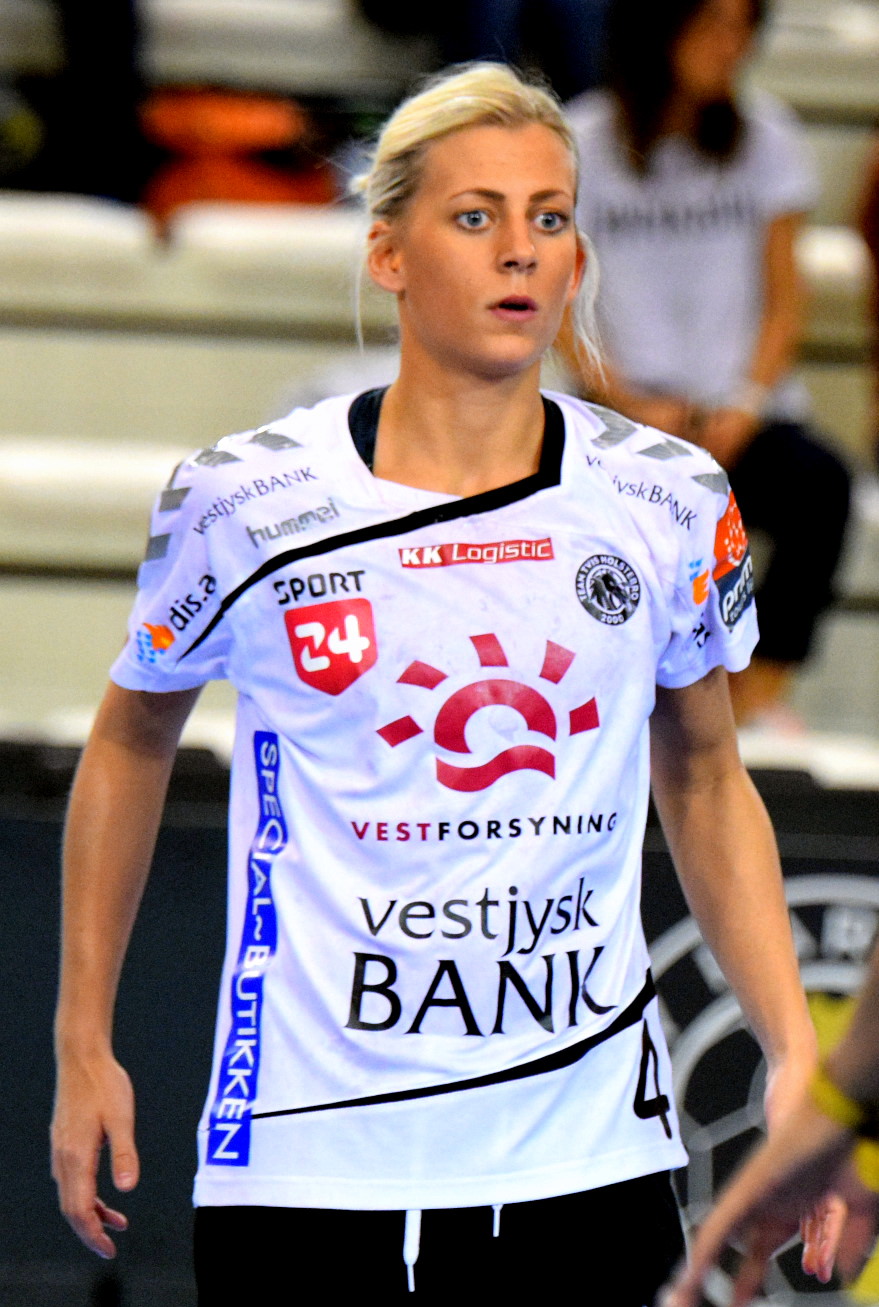
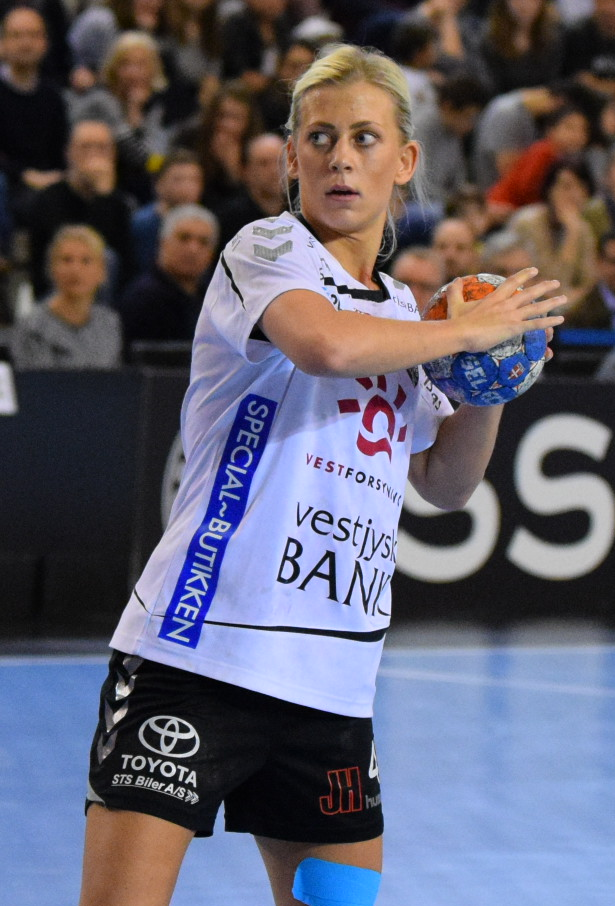
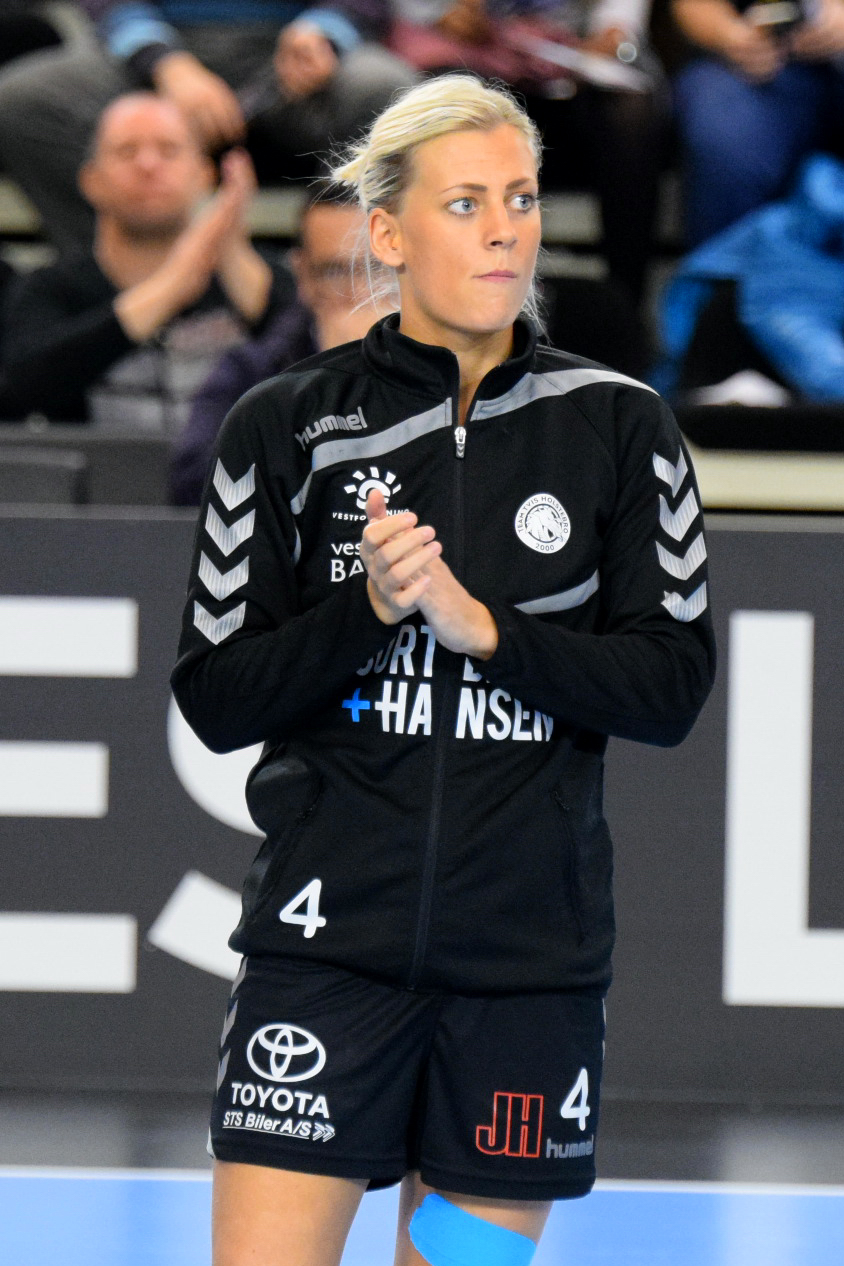
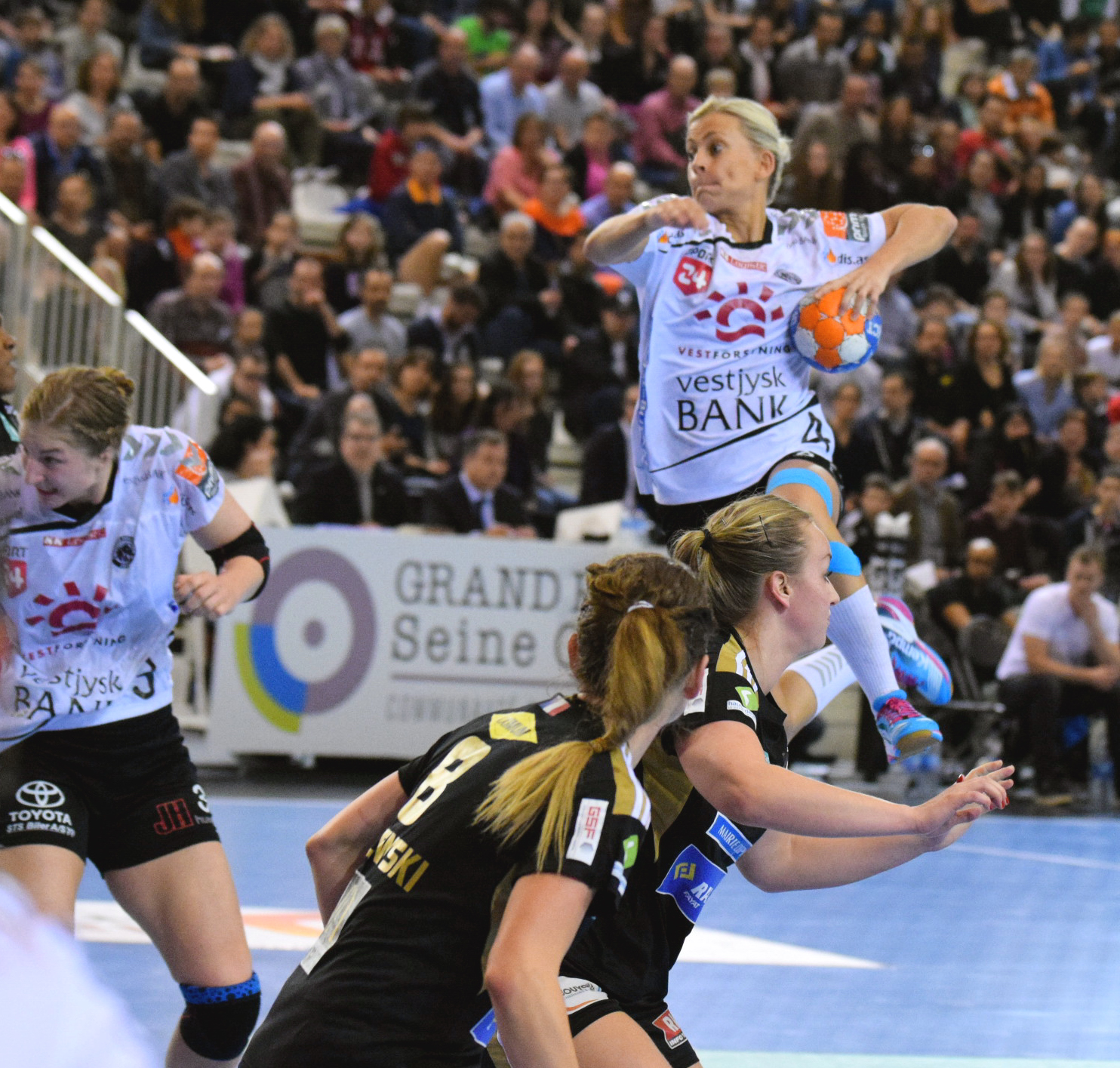

- Nathalie Hagman avec le TT Holstebro en 2016.